# Hans Tilkowski
Hans Tilkowski   (Dortmund, 12 de juliol de 1935 - 5 de gener de 2020) fou un futbolista alemany de la dècada de 1960.
Fou 39 cops internacional amb la selecció alemanya amb la qual participà en la Copa del Món de futbol de 1962 i a la Copa del Món de futbol de 1966.
Pel que fa a clubs, defensà els colors de Borussia Dortmund i Eintracht Frankfurt.

## Palmarès
Borussia Dortmund
- Copa alemanya de futbol: 1964-65
- Recopa d'Europa de futbol: 1965-66